# Lijst van gemeenten van Puerto Rico

Gemeentekaart

Hieronder volgt een lijst van gemeenten van Puerto Rico. Puerto Rico is verdeeld in 78 gemeenten. Iedere gemeente is verdeeld in barrios, die op hun beurt weer zijn verdeeld in sectoren.
1. Adjuntas
2. Aguada
3. Aguadilla
4. Aguas Buenas
5. Aibonito
6. Añasco
7. Arecibo
8. Arroyo
9. Barceloneta
10. Barranquitas
11. Bayamón
12. Cabo Rojo
13. Caguas
14. Camuy
15. Canóvanas
16. Carolina
17. Cataño
18. Cayey
19. Ceiba
20. Ciales
21. Cidra
22. Coamo
23. Comerío
24. Corozal
25. Culebra
26. Dorado
27. Fajardo
28. Florida
29. Guánica
30. Guayama
31. Guayanilla
32. Guaynabo
33. Gurabo
34. Hatillo
35. Hormigueros
36. Humacao
37. Isabela
38. Jayuya
39. Juana Díaz
40. Juncos
41. Lajas
42. Lares
43. Las Marías
44. Las Piedras
45. Loíza
46. Luquillo
47. Manatí
48. Maricao
49. Maunabo
50. Mayagüez
51. Moca
52. Morovis
53. Nagüabo
54. Naranjito
55. Orocovis
56. Patillas
57. Peñuelas
58. Ponce
59. Quebradillas
60. Rincón
61. Río Grande
62. Sabana Grande
63. Salinas
64. San Germán
65. San Juan (hoofdstad)
66. San Lorenzo
67. San Sebastián
68. Santa Isabel
69. Toa Alta
70. Toa Baja
71. Trujillo Alto
72. Utuado
73. Vega Alta
74. Vega Baja
75. Vieques
76. Villalba
77. Yabucoa
78. Yauco

Adjuntas
· Aguada
· Aguadilla
· Aguas Buenas
· Aibonito
· Añasco
· Arecibo
· Arroyo
· Barceloneta
· Barranquitas
· Bayamón
· Cabo Rojo
· Caguas
· Camuy
· Canóvanas
· Carolina 
· Cataño
· Cayey 
· Ceiba 
· Ciales
· Cidra 
· Coamo 
· Comerío
· Corozal 
· Culebra 
· Dorado 
· Fajardo
· Florida 
· Guánica 
· Guayama 
· Guayanilla
· Guaynabo
· Gurabo
· Hatillo
· Hormigueros
· Humacao
· Isabela 
· Jayuya 
· Juana Díaz
· Juncos
· Lajas 
· Lares 
· Las Marías
· Las Piedras
· Loíza
· Luquillo
· Manatí
· Maricao
· Maunabo 
· Mayagüez
· Moca
· Morovis
· Nagüabo 
· Naranjito
· Orocovis
· Patillas 
· Peñuelas 
· Ponce
· Quebradillas
· Rincón
· Río Grande
· Sabana Grande
· Salinas
· San Germán
· San Juan
· San Lorenzo
· San Sebastián
· Santa Isabel
· Toa Alta
· Toa Baja 
· Trujillo Alto
· Utuado
· Vega Alta
· Vega Baja
· Vieques
· Villalba
· Yabucoa
· Yauco